# Seefin
Il Seefin (in gaelico Suí Finn) è un monte di 528 metri d'altezza dell'Irlanda.

## Geografia
Il Seefin fa parte delle Ballyhoura Mountains, catena montuosa della contea di Limerick, in Irlanda, di cui è la cima più settentrionale. È collocato sul confine meridionale della contea ed è anche la 396ª cima più alta dell'intera isola irlandese. Per le sue caratteristiche di altitudine e di prominenza topografica è inoltre inclusa tra i Marilyn.

## Nome
Il nome Suí Finn è traducibile con " Posto a sedere di Fionn (Mac Cumhaill)". È così chiamato poiché, stando alla tradizione, Fionn mac Cumhaill e i membri della Sinn Féin, sostarono qui lungo i loro viaggi attorno all'isola.